# Eventyrbånd
 Eventyrbånd var nogle kassettebånd der blev produceret af Walt Disney Company, der blev udgivet i 1980'erne og 1990'erne af Forlaget Litas i
Køge. Pakkerne indeholdte kassettebånd eller cd'er med et eventyr og et lille hæfte med tekst og illustrationer til eventyret. Eventyrbåndene var især beregnet til børn, der endnu ikke havde lært at læse, og der var en særlig ringelyd som signal, når de skulle slå op på næste side i hæftet.

## Udgivelser
Liste over udgivelser:
- 001 – Bambi
- 002 – Robin Hood
- 003 – Berhard og Bianca
- 004 – Peter Pan
- 005 – Lady og Vagabonden
- 006 – Tornerose
- 007 – Jungelbogen
- 008 – Snehvide
- 009 – Alice i Eventyrland
- 010 – Dumbo
- 011 – Mickey og Bønnestagen
- 012 – Mads og Mikkel:
- 013 – Aristocats
- 014 – Mickeys juleeventyr
- 015 – Go fødselsdag
- 016 – Hiawatha
- 017 – Junglebogen. Mowgli vender tilbage
- 018 – De tre små grise
- 019 – Det lille æsel
- 020 – Sjov med tal
- 021 – Dyreunger
- 022 – Pinocchio
- 023 – Peter Plys og honningtræet
- 024 – Vore venner i Andeby
- 025 – Askepot
- 026 – Peter Plys og Tigerdyret
- 027 – Mickey Mouse: Den tapre lille skrædder
- 028 – 101 dalmatinere: Hund og hund imellem
- 029 – Mesterdetektiven Basil Mus
- 030 – Robin Hood 2/Robin Hood slår til
- 031 – Junglebogen 3
- 032 – Sværdet i Stenen
- 033 – Syng og leg
- 034 – Rip, Rap og Rup på eventyr: Velkommen til Andeby
- 036 – Peter Plys i blæsevejr
- 037 – Rip, Rap og Rup på eventyr: Onkel Joakims skattejagt
- 039 – Anders And hundesalon
- 042 – Junglebogen, Mowgli i skole
- 043 – Rip, Rap og Rup På Eventyr: Den forsvundne ø
- 044 – Mickey Mouse – som festlig vagabond
- 046 – Vi maler en sang
- 047 – Peter Plys – til fødselsdagsfest
- 048 – Oliver og Co
- 050 – Rip, Rap og Rup På Eventyr: Max Motor – Dagens helt
- 052 – Chip & Chap: Nøddepatruljen: Sagen om det forsvundne æg
- 053 – Chip & Chap: Nøddepatruljen: Sagen om det flyvende tæppe
- 054 – Peter Plys: glemmer at huske
- 055 – Hexia de Trick: og lykkeskillingen
- 056 – Bambi: Sommerfuglenes hemmelighed
- 057 – Anders And som fotograf
- 059 – Den lille havfrue
- 060 – Minnie og mig
- 063 – Mickey Mouse og venner, Spøgelsesslottet
- 064 – Snehvide og regnbuestenen
- 066 – Bernard og Bianca: SOS fra Australien
- 067 – Luftens Helte: Flyvekonkurrencen
- 068 – Den lille havfruen: Ariel og den hemmelige grotte
- 070 – Disney Babies, Tampen brænder
- 071 – Den purpurrøde papegøje
- 073 – Skønheden og Udyret
- 074 – Luftens Helte: Baloo piloternes konge
- 075 – Chip & Chap: Nøddepatruljen: Sagen om den smukke spion
- 076 – Lille havfruen 3: Ariel og den forunderlige verden over havet
- 077 – Skønheden og Udyret, Belle og vildsvinet
- 078 – Her er dit liv Anders And
- 080 – Aladdin
- 081 – Aladdin og det magiske halssmykke
- 083 – Aladdin og den vidunderlige hule
- 084 – Mickey Mysterier, Tyveriet på Europaekspressen
- 085 – Skønheden og Uhyret, Belle og fødselsdagsfesten
- 086 – Løvernes Konge
- 090 – Jungledyret
- 093 – Aladdin, Jafar vender tilbage
- 094 – Løvernes Konge: Syng med Løvernes konge
- 095 – Løvernes Konge: Den lysende stjerne
- 096 – Pocahontas
- 097 – Darkwing Duck, et højlydt røveri
- 098 – Pocahontas: og nybyggerne
- 099 – Disney’s bedste filmsange
- 100 – Peter Plys og jagten på den forsvundne Jakob
- 118 – Toy Story
- 119 – Fedtmule og Søn
- 120 – Klokkeren fra Notre Dame
- 124 – 101 Dalmatinere i levende live
- 125 – Disneys bedste filmsange 2
- 127 – Timon og Pumba - Bedste Venner
- 130 – Herkules
- 132 – Mulan
- 133 – Junglebogens junglebørn
- 135 – Bambi
- 136 – Løvernes konge II, Simba’s stolthed
- 137 – Græsrødderne
- 138 – Tarzan
- 140 – Peter Plys på honningjagt ”Mit første eventyrbånd”.
- 145 – Toy Story 2
- 146 – Tigerdyrets familiefest
- 148 – Dinosaurerne - Aladars eventyr
- 151 – Tigerdyrets Familiefest
- Kejserens nye flip

## Øvrige eventyrbånd
- 035 – Alf, besøg fra rummet
- 038 – Barbie og hundehvalpen Pjevs
- 040 – Hvem snørede Roger Rabbit
- 041 – Alf som detektiv
- 045 – Lady Lovely Locks & de små pixitales, Den gyldne bold
- 049 – Garfield på skovtur
- 051 – Super-Alf
- 058 – Børnenes ønskejul 2 (Den fortryllede spilledåse)
- 061 – Garfield går til filmen
- 062 – Ninja Turtles - følg anføreren
- 065 – Super Mario-brødre: Fanget i faldgruben
- 069 – Teenage Mutant Hero Turtles, det mystiske spøgelsestog
- 072 – Tiny Toon eventyr
- 079 – Tom & Jerry som redningsmænd
- 082 – Jurrasic Park
- 087 – Snøvsen ta'r springet
- 090 – Jungledyret
- 091 – Bøgernes herre
- 092 – Aberne og det hemmelige våben
- 101 – Star Wars - Stjerne Krigen
- 102 – E.T
- 103 – Jagten på den forsvundne skat
- 104 – TRON
- 105 – Star Wars - Imperiet slår igen
- 106 – Jedi ridderen vender tilbage
- 107 – Den sorte hingst
- 108 – Den sorte hingst vender tilbage
- 109 – He-Man and the Masters of the Universe-Fanget i slimbrønden
- 110 – Willow
- 111 – Superman – Kampen mod Lex Luthor/Superman – Til kamp mod robotten
- 112 – Børnenes ønskejul
- 113 – Zorro
- 114 – Tom & Jerry - Alle kneb gælder
- 115 – Zorro og Håndhæveren
- 121 – Jungledyret Hugo – Den store filmhelt
- 122 – Spider-Man og Dr. Octopus
- 123 – Barbie på Sydhavsøen
- 126 – Barbie og undulaten
- 128 – Richard Scarrys travle verden, Skattejagten
- 129 – Anastasia
- 131 – Batman og Mr. Freeze
- 134 – Albert
- 139 – Den lille røde ballon på landet ”Mit første eventyrbånd”.
- 141 – Olsen Bandens første kup
- 142 – Star Wars, episode 1, den usynlige fjende
- 143 – Teletubbies - tid til tubbirobic
- 144 – Dukke-hospitalet: Papegøjen er i stykker
- 147 – Hjælp, jeg er en fisk
- 149 – Batman og tryllekunstneren
- 150 – Spiderman
- 151 – Pyrus, i alletiders eventyr.
- 153 – Krummernes Jul
- 154 – Niels Neutron - Det lille Geni
- 155 – Barbie af Svanesøen
- 156 – Byggemand Bob & Maskinerne
- 157 – My Little Pony
- 158 – Der var engang - Den grimme ælling
- 159 – Der var engang

Indeholder 3 klassiske H.C. Andersens eventyr
- 160 – Prinsessen & Tiggerpigen